# Papa Abdoulaye Seck
Pour les articles homonymes, voir Seck.
Papa Abdoulaye Seck, né le 16 juillet 1955 à Dakar, est une personnalité politique et scientifique au Sénégal. 
Il est ministre de l’Agriculture et de l’Équipement rural de 2013 à 2019.

## Biographie
En septembre 2015, en visite dans la région de Kolda, en tant que ministre de l’Agriculture et de l’Équipement rural, il a réaffirmé l’engagement de l’État à soutenir les producteurs de coton en les équipant en matériel agricole. En octobre 2015, il est convaincu que l'Afrique peut exporter du riz en Asie. En janvier 2016, selon lui, « L’évolution du monde recommande une indépendance alimentaire ».
Il est le père de quatre enfants[réf. nécessaire]. En septembre 2015, Aida Seck sa fille se marie. Fin décembre 2015, Papa Abdoulaye Seck perd son père. Une semaine après, le ministre perd son fils Ousmane Seck.

## Publications
Papa Abdoulaye Seck a publié plus d'une centaine d'articles scientifiques.